# Tropidurus hygomi
Tropidurus hygomi — вид ігуаноподібних ящірок родини Tropiduridae. Ендемік Бразилії.

## Поширення і екологія
Tropidurus hygomi мешкають в прибережних районах штатів Баїя і Сержипі. Вони живуть в прибережних заростях рестінги.

## Збереження
МСОП класифікує цей вид як вразливий. Tropidurus hygomi загрожує знищення природного середовища.